# Yuta Taki
Yuta Taki (滝 裕太 Taki Yūta?, Mishima, Shizuoka, 29 de agosto de 1999) es un futbolista japonés que juega como centrocampista ne el Matsumoto Yamaga F. C. de la J3 League.

## Trayectoria
En 2017 se unió al Shimizu S-Pulse de la J1 League.

## Clubes
| Club                            | País  | Año       |
| ------------------------------- | ----- | --------- |
| Shimizu S-Pulse                 | Japón | 2017-2023 |
| Kataller Toyama (cedido)        | Japón | 2020      |
| Matsumoto Yamaga F. C. (cedido) | Japón | 2023      |
| Matsumoto Yamaga F. C.          | Japón | 2024-     |